# Persprijs Toerisme
De Persprijs Toerisme is een Nederlandse bekroning die de Stichting Persprijs Toerisme uitreikt aan makers van kwalitatief hoogstaande journalistiek producten binnen de themagroep toerisme, reizen, recreatie en vrije tijdsbesteding.
De prijs moet niet verward worden met de tweejaarlijkse Belgische Persprijs voor Toerisme.
De jury van de Stichting Persprijs Toerisme bestaat uit vertegenwoordigers van ANVR, ANWB, AVN, KLM, Antor, Nationale Hogeschool voor Toerisme en Verkeer en Jaarbeurs Exhibitions & Media.

## Winnaars
De volgende personen (onder andere) hebben de prijs al gewonnen:
- Aad Struijs (1998) - Voor twintig jaar artikelen over toerisme en recreatie in eigen land.
- Frénk van der Linden (1992) - Voor een artikel over de Chinese provincie Shandong
- Hans van der Schaaf (1990) - Voor een reisverhaal over de Belgische Ardennen
- Frénk van der Linden (1989) - Voor een reisverhaal over Jordanië